# Curs
Curs (em grego: Κούρς; romaniz.: Koúrs), também conhecido como Curso (em grego: Κοῦρσος; romaniz.: Koursos), Curis (Qwrys) ou Crus (em grego: Κρους; romaniz.: Krous), foi um general bizantino do século VI, ativo durante o reinado dos imperadores Justiniano (r. 527–565) e Justino II (r. 565–578). Inicialmente um oficial subordinado do general Narses, em 574 é descrito como comandante das tropas da Armênia bizantina. Nos anos seguintes, participou de várias operações contra o Império Sassânida do xá Cosroes I (r. 531–579) na guerra em curso, conseguindo inúmeras vitórias para os bizantinos.

## Biografia

Fronteira romano-persa na Antiguidade Tardia

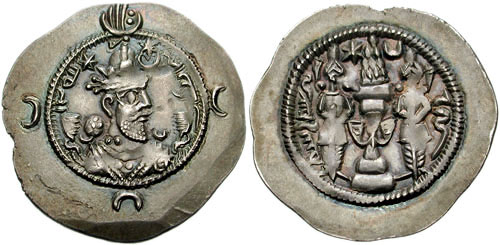
Dracma de r.

Curs é registrado como um "cita", o que na prática implica uma origem huna ou gótica, apesar de provavelmente ser huno, pois seu nome não tem origem germânica. Nada se sabe do começo de sua vida, exceto que serviu na Itália na década de 550 sob Narses. Em 574, dois anos após a eclosão de uma nova guerra contra o Império Sassânida, aparece na Armênia bizantina como comandante do exército local ao lado de Teodoro. Provavelmente no final de 574, invadiram a Albânia e fizeram reféns entre os albaneses, sabires e outras tribos para assegurar a lealdade deles. Em 575, receberam ordens do césar Tibério II para voltar da Albânia e transportarem os reféns para o lado romano do rio Ciro.
A ausência de Curs e Teodoro na Armênia foi explorada pelo xá Cosroes I (r. 531–579), que passou através do país sem moléstias e invadiu o território bizantino, chegando tão longe quanto Sebasteia (atual Sivas). No outono de 575, foi ameaçado pelos exércitos de Curs e do mestre dos soldados do Oriente Justiniano. Enquanto Cosroes, confrontado por uma exército maior do que esperava, recusou-se a oferecer batalha, Curs em iniciativa própria atacou, obrigou o exército sassânida a se retirar e capturou a maioria dos comboios de bagagem persa.
Em 578, Curs serviu com Maurício, então mestre dos soldados do Oriente e futuro imperador, em sua primeira campanha bem sucedida contra os persas. No outono daquele ano, Maurício enviou-o com Romano através do rio Tigre para pilhar o território persa. No ano seguinte, Curs e João Mistacão, juntos, lideraram as forças bizantinas na Armênia, conseguindo uma vitória sobre os persas que resultou na captura do próprio comandante persa e seu filho, bem como muito espólio. No final de 582, contudo, serviu como hipoestratego (vice-comandante) de João. Quando os bizantinos foram confrontados pelos persas na confluência dos rios Ninfeu (atual Batmane) e Tigre, ele era o comandante da ala direita do exército. Alegadamente motivado pelo ciúmes a João, negou-se a atacar os persas, o que causou a derrota dos bizantinos. Ele não é mais mencionado nas fontes, podendo ter sido demitido no mesmo ano.